# Eugen-Heinrich Bleyer
Eugen-Heinrich Bleyer (20 de novembro de 1896 - 18 de março de 1979) foi um oficial alemão que serviu durante a Segunda Guerra Mundial. Foi condecorado com a Cruz de Cavaleiro da Cruz de Ferro.

## Condecorações
| Cruz de Ferro 2ª Classe                                   |
| Cruz de Ferro 1ª Classe                                   |
| Cruz de Cavaleiro da Cruz de Ferro 14 de dezembro de 1941 |